# Grupo de permutação
Em matemática e, em particular, na teoria dos grupos, um grupo de permutação é um grupo cujos elementos são permutações de elementos de um conjunto M, com a operação binária de composição de funções.
O teorema de Cayley afirma que qualquer grupo é isomorfo a um grupo de permutações.
O grupo simétrico é o grupo de todas as permutações de um conjunto.

## Exemplos
- O grupo {\displaystyle S_{n}\,} é o grupo de todas as permutações do conjunto {1, 2, … n}.
- Em particular, temos que:
  - {\displaystyle S_{1}\,} é o grupo trivial de um único elemento
  - {\displaystyle S_{2}\,} é isomorfo a {\displaystyle \mathbb {Z} _{2}\,}
  - {\displaystyle S_{3}\,} é o menor grupo não-abeliano (precisamente: qualquer grupo não-abeliano tem mais elementos que ele ou é isomorfo a ele)
  - {\displaystyle S_{5}\,} não é solúvel (o que tem implicações na tentativa de resolver uma equação do quinto grau por radicais).

## Notação
Além da permutação identidade, a permutação mais simples é a permutação circular, representada por {\displaystyle (a_{1},a_{2},\ldots a_{n})\,} e definida por {\displaystyle f(a_{i})=a_{i+1}\,} para {\displaystyle 1\leq i<n\,}, {\displaystyle f(a_{n})=a_{1}\,} e {\displaystyle f(x)=x\,} caso {\displaystyle x\notin \{a_{1},a_{2},\ldots a_{n}\}\,}.
Um resultado importante é que o grupo {\displaystyle S_{n}\,} é gerado pelas duas permutações (1, 2) e (1, 2, …, n), no seguinte sentido: o menor subgrupo de {\displaystyle S_{n}\,} que inclui essas duas permutações é o próprio {\displaystyle S_{n}\,}.
Algumas vezes, quando não existe chance de confusão, as vírgulas são omitidas, por exemplo (1 2), (1 3 2)

### Exemplo
Como exemplo desta notação, será escrito o grupo S3, das permutações em um conjunto de três elementos. Sem perda de generalidade, este conjunto será { 1, 2, 3 }.
Sabe-se, da análise combinatória, que este grupo possui 3! = 6 elementos.
A função identidade, que não altera nenhum elemento, será representada por (). Temos duas permutações circulares de todos os elementos, (1 2 3) e (1 3 2), e três transposições de dois elementos, (2 3), (1 3) e (1 2).
Para montar a tabela do grupo, devemos fazer as operações. Por exemplo, (1 2) (1 2 3) corresponde a levar 1→2, 2→3, 3→1 e, em seguida, levar 1→2 e 2→1, ou seja, 1→1, 2→3 e 3→2. Logo (1 2) (1 2 3) = (2 3).
A tabela deste grupo, então, é:
| {\displaystyle \star \,} | ()      | (1 2 3) | (1 3 2) | (2 3)   | (1 3)   | (1 2)   |
| ------------------------ | ------- | ------- | ------- | ------- | ------- | ------- |
| ()                       | ()      | (1 2 3) | (1 3 2) | (2 3)   | (1 3)   | (1 2)   |
| (1 2 3)                  | (1 2 3) | (1 3 2) | ()      | (1 2)   | (2 3)   | (1 3)   |
| (1 3 2)                  | (1 3 2) | ()      | (1 2 3) | (1 3)   | (1 2)   | (2 3)   |
| (2 3)                    | (2 3)   | (1 3)   | (1 2)   | ()      | (1 2 3) | (1 3 2) |
| (1 3)                    | (1 3)   | (1 2)   | (2 3)   | (1 3 2) | ()      | (1 2 3) |
| (1 2)                    | (1 2)   | (2 3)   | (1 3)   | (1 2 3) | (1 3 2) | ()      |

em que linha * coluna gera o elemento da tabela.

## Transposições
As permutações da forma (i, j) são chamadas de transposições. Outro resultado importante é que {\displaystyle S_{n}\,} é gerado pelas transposições.
Outro resultado importante é que se a identidade pode ser escrita por um produto de transposições, {\displaystyle 1=(a_{1},b_{1})(a_{2},b_{2})\ldots (a_{n},b_{n})\,}, então n é um número par.
Com isso, podemos definir o que são permutações pares e permutações ímpares, como aquelas que podem ser escritas, respectivamente, como um produto de um número par ou ímpar de transposicões.
Prova-se também que, para n ≥ 3, o grupo das permutações pares An é gerado pelas permutações de forma (i, j, k).